# Pella
Pella (novořecky: Πέλλα) je starověké město a současná obec a archeologická lokalita v Řecku, regionální jednotce Pella. Pella byla do roku 167 př. n. l. hlavním městem starověké Makedonie a je rodištěm Alexandra Velikého. Leží na řece Alaklisi ve starověku nazývané Lydias.

## Dějiny
Město založil makedonský král Archelaos I. v roce 399 př. n. l. jako nové hlavní město. Do té doby bylo hlavním městem Aigai. Pella byla postavena stylem jihořeckých městských států, stály tu impozantní stavby, královský palác a agora. Působili zde mnozí známí řečtí umělci. Ve 2. století př. n. l. město ovládli Římané a jeho význam v Římském impériu poklesl, později se z Pelly stalo pouze menší provinční město, centrum Makedonie byla Soluň. Císař Augustus do města umístil římské kolonisty, hlavně vojenské veterány.
V 6. století byla Pella zničena Slovany, ti se zde i usadili a od této doby je to slovanské město, jedno z nejjižnějších slovanských měst v Řecku.
Později se místní Slované hlásili k bulharské národnosti. Během turecké doby bylo město známé jako Постал (Postal, Apoštol).
V roce 1900 zde žilo 720 Bulharů. V roce 1912 byla celá Makedonie dobyta Řeckem, město bylo známé pod řeckým jménem Άγιοι Απόστολοι (Ajii Apostoli, Svatí Apoštolové).
Místní Bulhaři odešli do Bulharska během Řecko-bulharské výměny obyvatel a do města přišli etničtí Řekové z Bulharska. Po Řecko-turecké výměně obyvatel (1923) se ve městě usadilo řecké obyvatelstvo z turecké Thrákie, konkrétně z vesnic Mega Revma (dnes Arnavutköy, nedaleko Istanbulu) a Neo Chorio (dnes Genikioi u města Gelibolu). Město tak zůstalo čistě řecké. V roce 1936 bylo městu vráceno antické jméno Pella. Usadili se zde i řečtí pastýři Sarakacani z Floriny.

## Archeologická lokalita
V dnešní archeologické lokalitě, asi 40 km západně od Soluně směrem na Edessu, se nacházelo hlavní město makedonského království. Až sem kdysi zasahoval Thermajský záliv, nad nímž si kolem roku 410 př. n. l. nechal král Archelaos zřídit novou rezidenci . Svá poslední léta tu prožil dramatik Euripides a pobýval zde také filozof Aristoteles jako vychovatel Alexandra Makedonského, který se zde narodil v roce 356 př. n. l. Poměrně rozsáhlé město se dvěma akropolemi však počátkem 2. století př. n. l. zničili Římané. Jeho polohu pak dokázali archeologové určit až v roce 1957.
V archeologickém areálu lze spatřit především základy veřejných staveb se sloupcovými portiky a obytných domů v pravoúhlých blocích. Z jejich výzdoby se zachovaly nádherné mozaiky, které zobrazují různé mytologické scény a jsou vytvořeny z kamenů různých přírodních barev jemných kontrastů. Nachází se zde také muzeum. V jeho prvním sále je rekonstruovaná zeď antického domu a vykládaný kulatý stůl se složitými florálními a abstraktními motivy, který mohl patřit samotnému Filipu II. V druhém sále jsou ukázky mozaik.
Na pahorku u dnešní vesnice jsou zbytky paláce, patrně také ze 4. století př. n. l.